# يو تي أي أراد
نادي يو تي أي أراد (بالإنجليزية: FC UTA Arad) هو نادي كرة قدم في رومانيا تأسس في 18 أبريل 1945.

## وصلات خارجية
- الموقع الرسمي